# Rectolejeunea spiniloba
Rectolejeunea spiniloba là một loài Rêu trong họ Lejeuneaceae. Loài này được (Lindenb. & Gottsche) R.M. Schust. miêu tả khoa học đầu tiên năm 1980.